# يوكا أودا
يوكا أودا (باليابانية: 小田由香؛ بالكانا: おだ ゆか) هي لاعبة هوكي الجليد يابانية، ولدت في 15 مارس 1973 في هوكايدو في اليابان.

## وصلات خارجية
- يوكا أودا على موقع EliteProspects.com (الإنجليزية)
- يوكا أودا على موقع أوليمبيديا (الإنجليزية)